# Rådjur

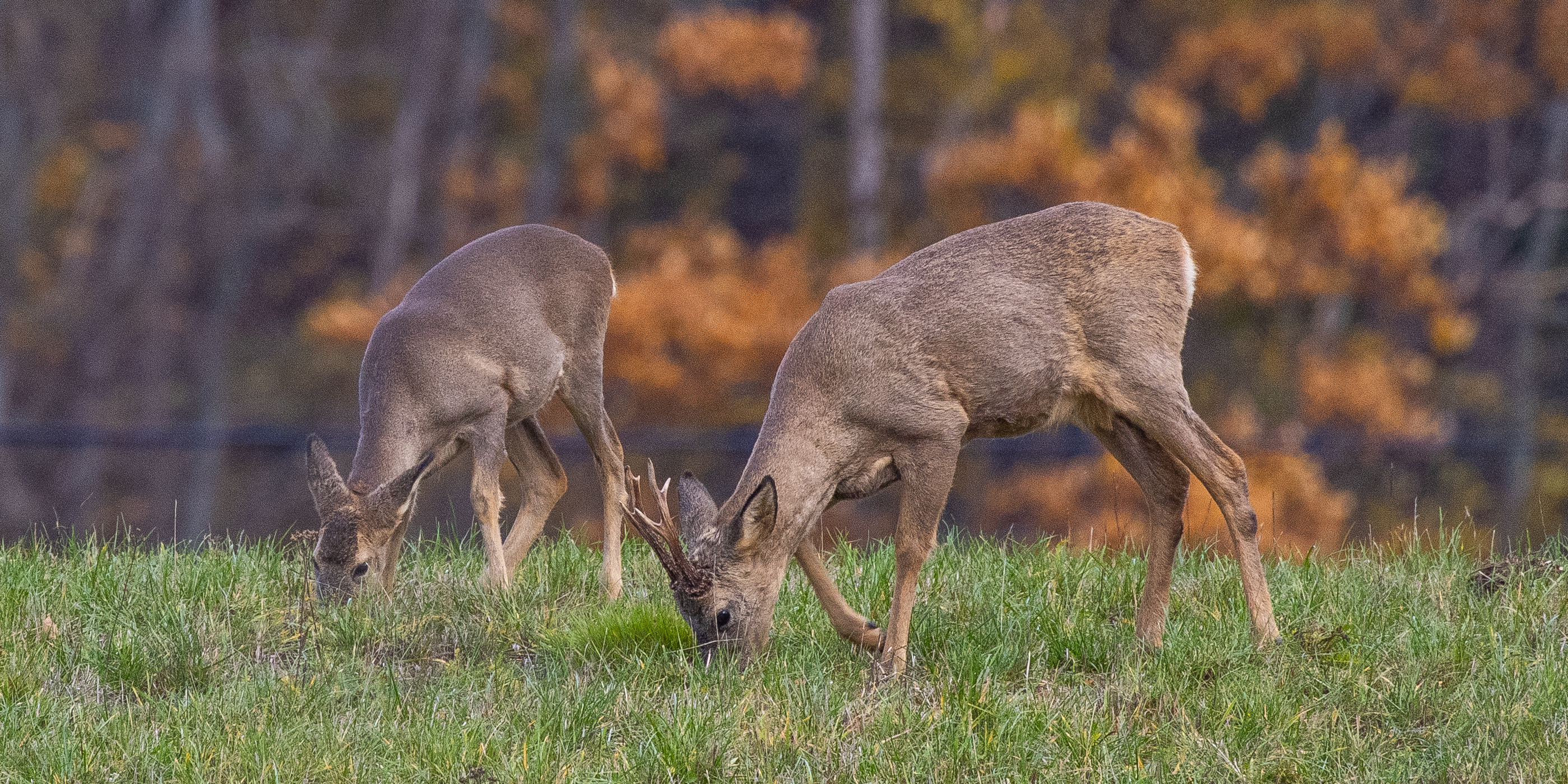
Betande hane och hona i Sverige 2020

Rådjur (Capreolus capreolus) är ett litet hjortdjur som förekommer i Europa och Mindre Asien. Benämningen på en vuxen hane är bock. Honan kallas för get eller rå, ungdjur under första året kallas kid eller killing, och getter som ännu inte fött kid kallas för smaldjur.

## Utseende och läte
Rådjur är ett litet hjortdjur som väger 20–30 kilogram, och honan och hanen är nästan lika stora. Dess korta päls är till största delen rödbrun under sommaren, gråare under vintern och könen är mycket lika, bortsett från att hanen bär horn under en stor del av året. Hanen har även en hårtofs vid penis. Rådjuret har ett hundskallsliknande varningsläte, och ett svagt visslande kontaktläte.
Kroppslängden med svans ligger oftast mellan 100 och 130 centimeter.

## Systematik
Rådjur tillhör underfamiljen Capreolinae och släktet Capreolus. Släktet är inom familjen mycket isolerat och det finns inga idag förekommande nära besläktade arter. Släktet Capreolus härstammar från anfäder inom släktet Procapreolus som förekom under miocen för 20 till 25 miljoner år sedan. Rådjuret utvecklades under pliocen för cirka 10 miljoner år sedan och släktet Capreolus är det äldsta inom familjen.
Rådjur etablerade sig på de brittiska öarna under nedisningen för ungefär 550 000 år sedan. I Spanien, Portugal och södra Frankrike har man inte funnit några lämningar äldre än sådana som härstammar från tiden före 200 000 år sedan. Under pleistocen försvann rådjuret i många delar av Europa men återvände i och med spridningen av lövskog under följande nedisning. De återerövrade Portugal och Spanien för 21 000 till 17 000 år sedan, södra Frankrike för 14 000–12 600 år, Nederländerna för 12 000–11 000 år sedan, och Skandinavien för ungefär 8000 år sedan.

## Utbredning
Det europeiska rådjurets utbredningsområde sträcker sig från Atlantkusten i väst till Uralbergen i öst. Det saknas på Irland. Högsta tätheter finns i norra kontinentala Europa och södra Skandinavien. Rådjuret finns i nästan alla naturliga miljöer i Europa, vilket beror på dess goda anpassningsförmåga. Endast i alpina områden ovan trädgränsen och kring de helt öppna jordbruksområdena är rådjuret fåtaligt. 
I öst möter rådjurets utbredningsområde det närbesläktade sibiriska rådjuret, och deras utbredningsområden överlappar något vid Kaukasus. 

### Förekomst i Sverige
Sverige ligger i den yttersta kanten av rådjurets utbredningsområde och bestånden varierar kraftigt i storlek.

## Ekologi

### Föda och habitat
Rådjur förekommer i såväl löv- som barrskog, torra medelhavsskogar, ljunghedar och vid våtmarker. Den är en så kallad selektivbetare vilket innebär att den föredrar örter och lövträd medan gräs och andra växter med hög fiberhalt endast äts i mindre utsträckning. Rådjuret äter även svamp, särskilt kantareller.[källa behövs] Denna begränsning i födovalet innebär att arten är anpassad att utnyttja tidiga successionstadier i en skogs utveckling då sådana betesväxter är speciellt vanliga. Dessutom kan den leva sida vid sida med andra hjortdjur som exempelvis dovhjort, som är utpräglade gräsätare.

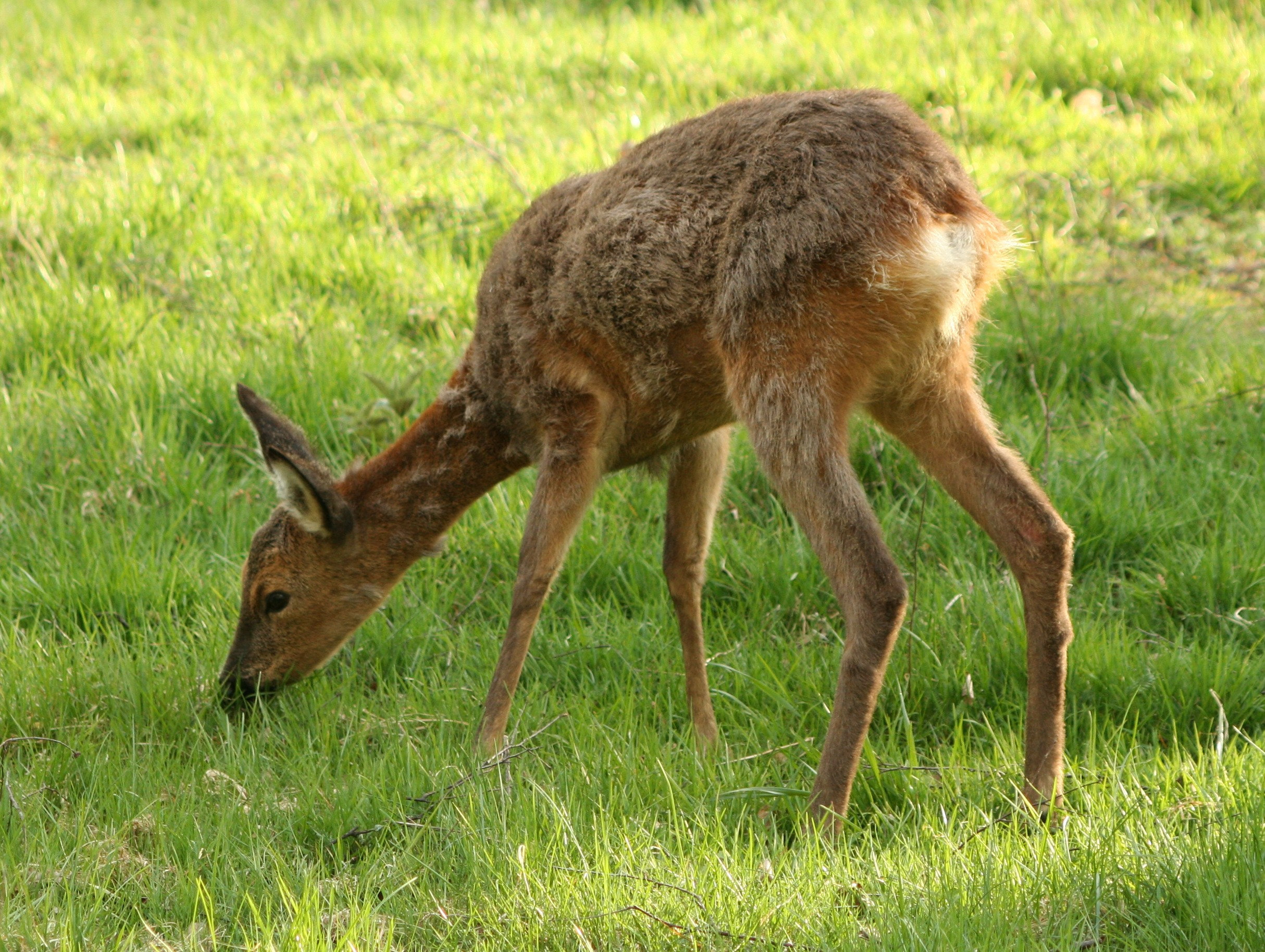
Betande råget.

Rådjur brukar rata växter som Allium och Fritillaria och så gott som alla arter inom familjen Ranunculaceae, det vill säga sippor av olika slag, julrosor, akleja, stormhatt och riddarsporrar, Tagetes, Moses brinnande buske, fingerborgsblommor, brudslöja och vallmo. En del kryddväxter som malört, dragon och åbrodd gillar de inte heller, liksom grova grässorter som elefantgräs. Törel, purpurklätt, nepeta, ormrot, kungsljus, höstöga, daggkåpa, pärleternell, plymspirea och hasselört ratas också.[källa behövs]

### Etologi

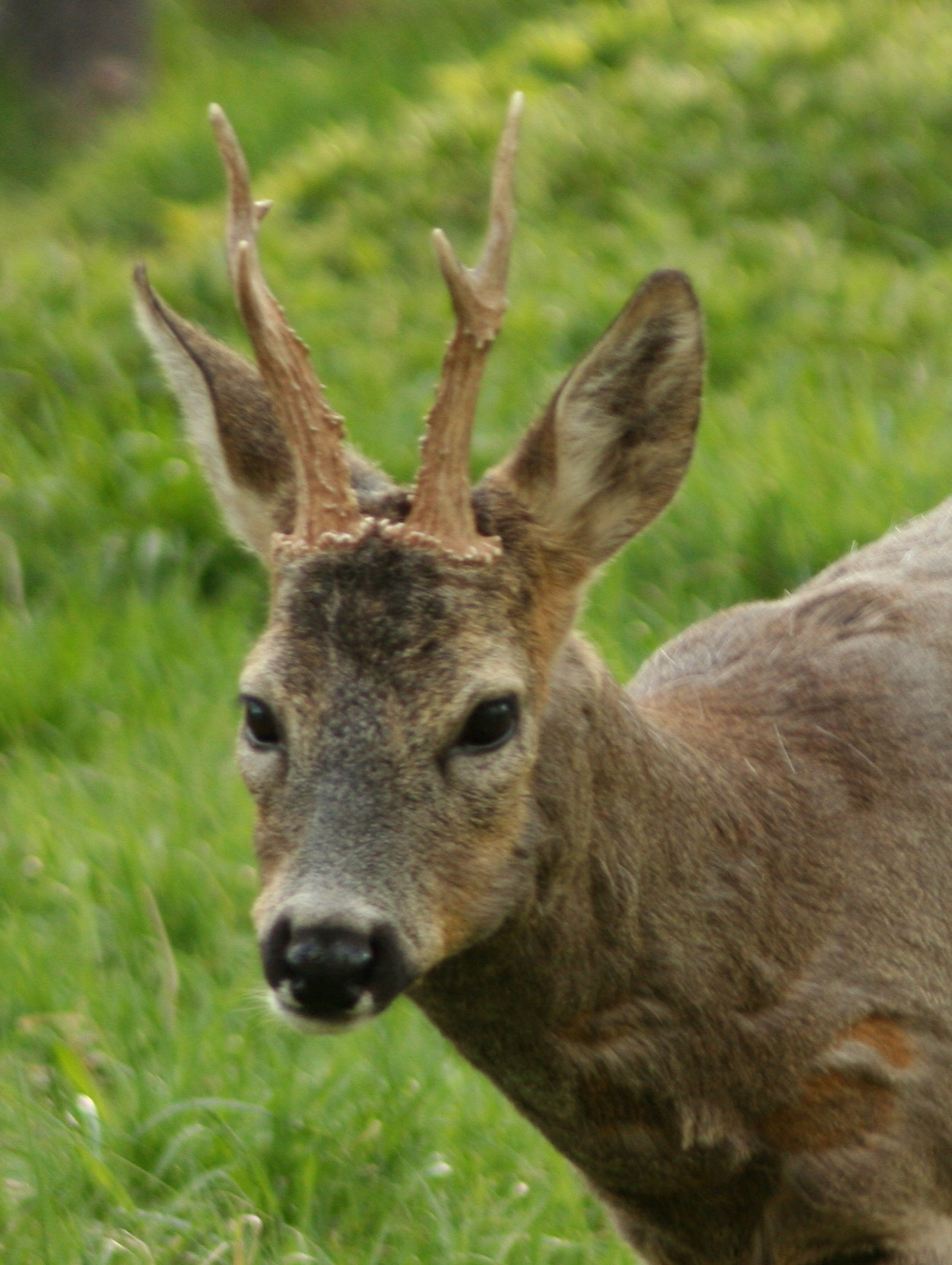
Råbock.

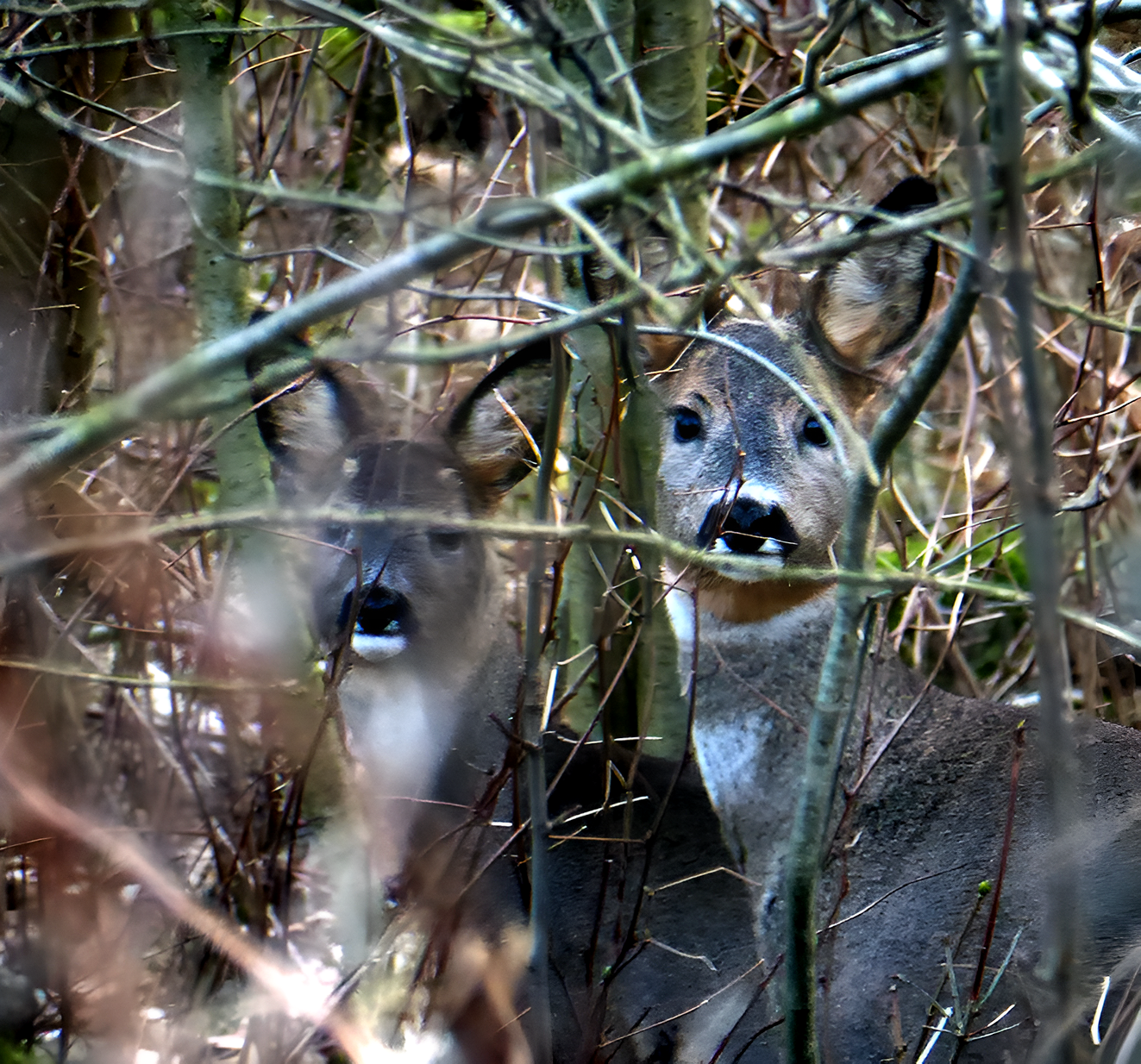
Rådjur är skygga, men nyfikna.

Rådjurets sociala system kan enklast beskrivas som att den är ett ensamlevande djur. Geten lever tillsammans med sina kid under första året i ett begränsat hemområde på cirka 25 till 150 hektars storlek och ses sällan i sällskap med andra vuxna djur, förutom under brunsten. Till skillnad från geten lever den vuxna bocken, från cirka 2 års ålder, under cirka 7 månader av året (mars till september) i ett revir som försvaras och vaktas aktivt mot andra bockar. Storleken på ett sådant revir varierar kraftigt men är i allmänhet 1,5 gånger större än getens. Under övrig tid på året, oktober till februari, lever bocken ett stillsamt liv som i mycket påminner om getens.
I jordbrukslandskap kan man dock vintertid se större grupper av rådjur (10–20 djur) som åtminstone periodvis går tillsammans i födosök.

### Fortplantning

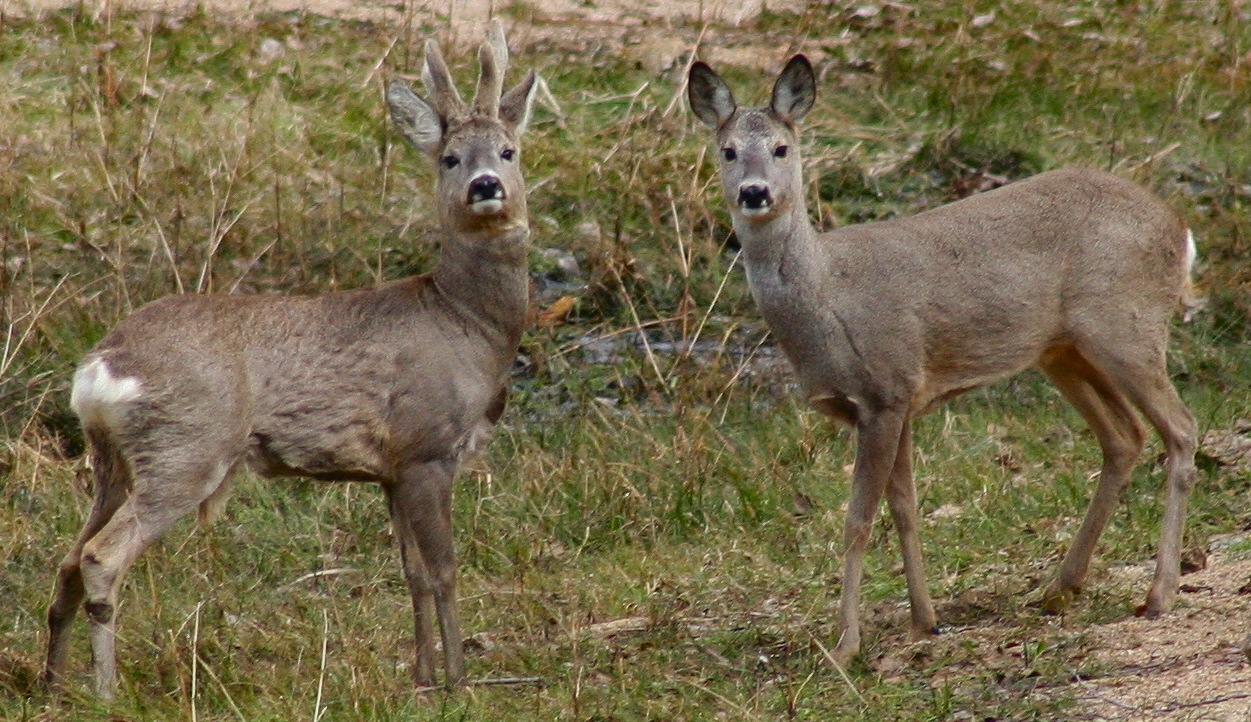
Hane och hona.

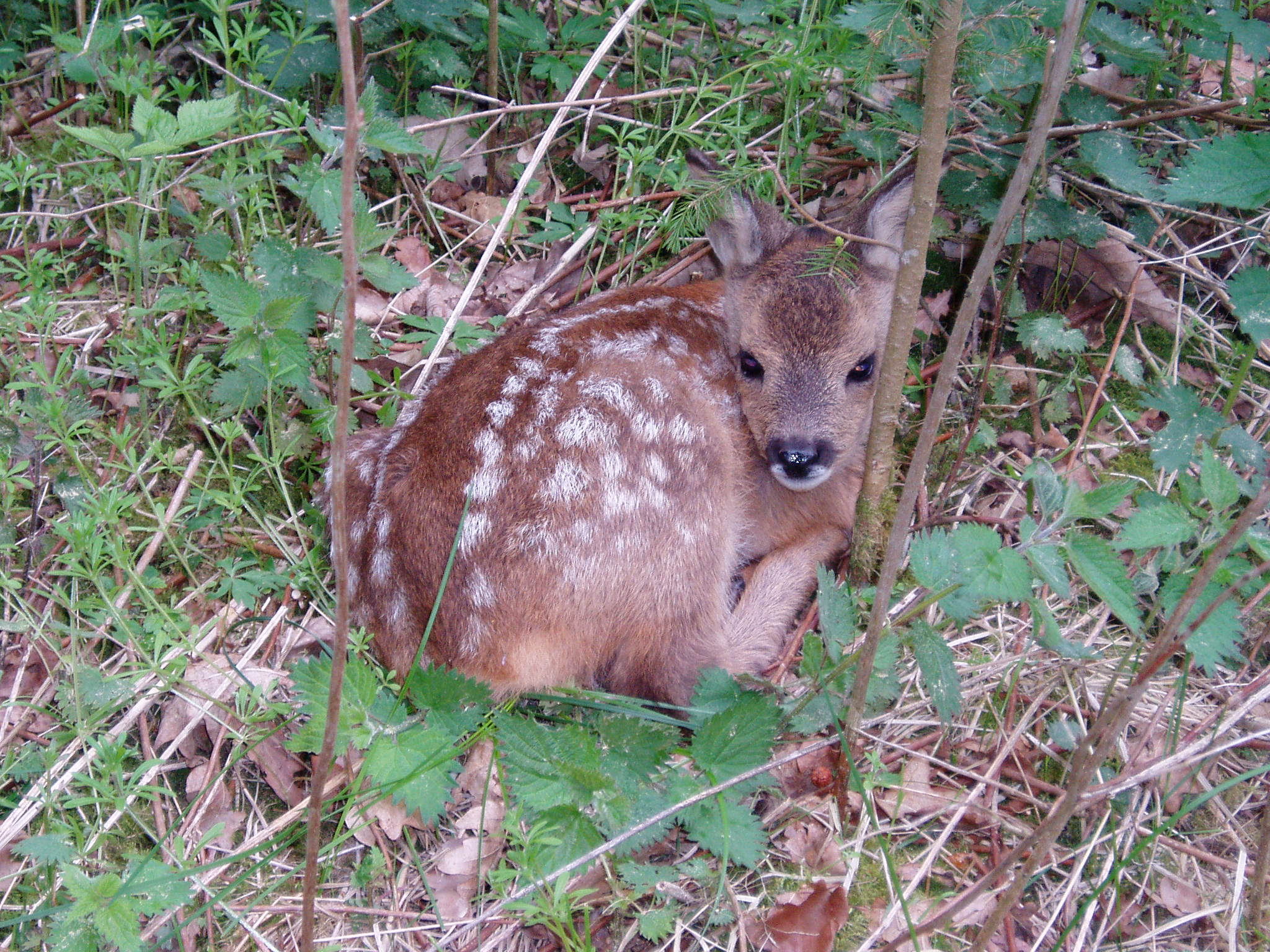
Rådjurskid, ungefär två till tre veckor gammalt.

Rådjurens (här räknas även sibiriskt rådjur med) reproduktionscykel är unik bland hjortdjuren och består av en så kallad fördröjd implantation och geten har ingen ombrunst. Detta innebär att hon bara har en chans att paras under brunsten i juli–augusti. Under dessa två månader är honan fyra dagar parningsberedd. Vidare innebär den fördröjda implantationen att efter en framgångsrik parning då ett eller flera ägg befruktats och genomgått ett antal delningsstadier så stannar fosterutvecklingen nästan helt upp. Denna ”vila” i fosterutvecklingen upphör i Sverige vanligen i månadsskiftet januari–februari då en normal embryonaltillväxt och implantation (i livmoderväggen) initieras. Getterna föder därefter mellan 1 och 4 kid efter 10 månaders dräktighet, i maj–juni. Ett till två kid är det vanligaste, tre kid förekommer sällan och fyra är mycket ovanligt. Kiden följer sin moderget till cirka ett års ålder då de ofta utvandrar eller åtminstone delvis lämnar mammans levnadsområde. Geten blir normalt könsmogen vid ett års ålder men inte ovanligen, vid en dålig start i livet, först vid två års ålder. Det har visats att getkid under extremt goda förhållanden i England kunnat bli betäckta redan under sitt första levnadsår.
Under parningsleken springer hannen efter honan så att hon är tvungen att välja en ringformig sträcka.

### Sjukdomar och dödlighet
Rådjuret, till skillnad från exempelvis älg, kan inte ställa om matspjälkningen utan behöver högvärdig föda för att överleva. I områden där vintrarna kan vara hårda kan rådjuret ha svårt att komma åt föda, och upp till 30–40 procent av stammen kan dö i svält, framför allt när det ligger djup snö på marken under en längre tid vilket gör detta till den största dödsorsaken. Främst slår detta mot djur med lägre förmåga att hämta föda, som kid, yngre hannar och äldre djur. Stammen har dock god återhämtningsförmåga, och återgår till tidigare antal efter ett par år.
Virussjukdomar är ovanliga. Några fåtal fall av elakartad katarrfeber (MCF) har observerats. Detta är en virussjukdom med låg smittsamhet men hög dödlighet. Bakteriesjukdomar är vanligare, främst listerios (Listeria monocytogenes). Listeriabakterier finns allmänt på marken och i födan. Vissa fall av listerios hos tamdjur har observerats i samband med utfodring av ensilage. Sjukdomen uppträder ofta som en allmän infektion eller som en inflammation i hjärnan och hjärnhinnorna. Sjuka djur uppvisar ofta rörelsestörningar som till exempel cirkelgång på grund av störningar i centrala nervsystemet. Även aviär tuberkulos (Mykobacterium avium), påträffas ibland hos rådjur, och kan dels ge upphov till allmän infektion, dels påverka organ som lever, mjälte och lymfsystem. Hos lymfsystemet kan sjukdomen uppträda i mer kronisk form, främst i tarmens främre lymfknutor som svullnar upp kraftigt.
I likhet med många vilda djur lider rådjuren av många parasiter, men de flesta orsakar inga speciella besvär. Lungmask har påträffats i täta rådjursbestånd, och ger upphov till nedsatt kondition och hårda, grönaktiga knutor i lungvävnaderna. Framför allt unga djur är utsatta. Pälsätande ohyra, främst löss av arten Damalinia cervi, är ganska vanligt förekommande hos rådjur, men orsakar normalt endast mindre irritation. Även hjortfluga, Lipoptena cervi kan orsaka kraftiga angrepp med klåda och håravfall som resultat. Fästingar är också vanliga; i vissa fall har djur befunnits täckta av cirka 2 000 fästingar.
Den naturliga tillväxtcykeln hos rådjurens horn styrs av en lång rad hormoner, vilka produceras av organ som hjärnbihanget, sköldkörteln, binjurarna och testiklarna. Vid störning på något av dessa organ kan cykeln rubbas, vilket gör, att basthuden inte fejas av och basthornen tillväxer ohämmat. Detta leder till att så kallat perukhorn bildas, vilka kan få sådana storlekar att de hänger ner över ögonen och förblindar djuret. Perukhorn är relativt vanliga hos rådjur. Även honorna kan drabbas av liknande symptom vid hög ålder, men de kan feja sina horn.
En stor dödsorsak bland nyfödda kid är predation från räv som kan ta upp mot 30 procent av de nyfödda kiden när de ligger och trycker i högt gräs. I trafiken sker mellan 15 000 och 20 000 viltolyckor med rådjur varje år. Framför allt sker olyckorna under sensommar då brunsten infaller och djuren rör sig mycket.

## Rådjuret och människan

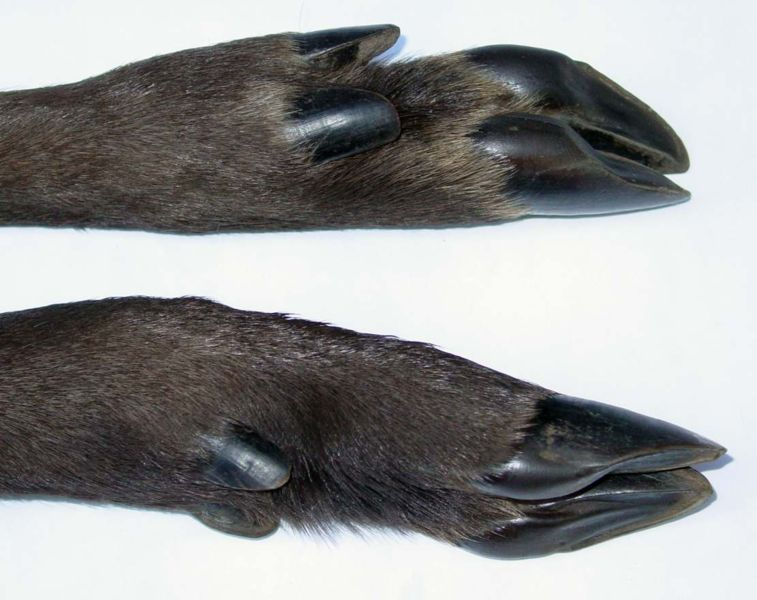
Rådjursklövar.

### Namn
Benämningen på en vuxen hane och hona är bock respektive get. Avkomman under ett års ålder kallas kid eller killing. Getter som ännu inte fött kid kallas för smaldjur.
Rådjur, från fornsvenska radiur, betyder ”fläckigt djur”. ”Rå” kommer av det fornsvenska substantivet ”ra” som betyder märke av något slag. Benämningen kan syfta på att unga kid har en skyddsteckning av fläckar. Efter några veckor ersätts dock denna fläckighet av en jämnare färgning. Bland de svenska hjortdjuren är det bara den inplanterade dovhjorten som har tydliga fläckar på kroppssidorna även som vuxet djur.

### Status och hot i Sverige
I historisk tid förekom rådjur över hela Götaland och södra delen av Svealand. Under sent 1700-tal, när allmogens rätt att jaga släpptes fri efter att tidigare varit begränsad till adeln, utrotades i det närmaste rådjuret. Redan under 1780-talet utrotades rådjuret i Södermanland och Närke, och 1820-talet i Östergötland. Vid mitten av 1850-talet fanns rådjur endast i Skåne, men i början av 1880-talet hade de åter börjat sprida sig till Halland och Kronobergs län. Oscar Dickson lät på 1860-talet inplantera rådjur i Göteborgstrakten, och de hade på 1870-talet förökat sig till 50–60 djur och börjat sprida sig till omgivande trakter. Enligt gamla skriftliga källor anses att arten räddades i Skandinavien endast tack vare fridlysningen på godset Övedskloster i Skåne. Det tog nästan tjugo år innan arten fredades i hela Sverige, mycket tack vare det i dessa frågor aktiva och 1830 nybildade Jägareförbundet. På 1930-talet hade rådjuren hunnit bli rikligt förekommande i Skåne och förekom i enstaka exemplar ganska långt norrut. På 1940-talet började enstaka rådjur att sprida sig även till Dalarna och Norrland. I början av 1950-talet fanns fasta bestånd i Jämtland, Härjedalen och Medelpad.
Därefter steg rådjurspopulationen kraftigt. Mellan åren 1955 och 2005 beräknas antalet svenska rådjur ha ökat från 100 000 till 375 000. Bland annat kan den minskande mängden varg, lo och räv ha spelat roll, liksom mindre lösdrift av boskap och en viss allmän temperaturhöjning (med mildare vintrar). Toppen nåddes i början på 1990-talet, då antalet beräknas ha nått en miljon djur.
Sedan 1990-talet har dock arten minskat, speciellt norr om Dalälven och även i Bergslagen. Orsaken till denna minskning är en kombination av högt jakttryck och ökande stammar av framförallt lodjur och räv. Lodjuret livnär sig i hög utsträckning och specialiserar sig på rådjur i täta bestånd av detta bytesdjur medan räven endast kan döda de nyfödda småkiden under några veckor på sommaren. Räven är dock den viktigaste dödsorsaken för dessa och har i undersökningar i Sverige visat sig kunna döda mellan 30 och 90 procent av alla födda kid i ett område. Räven har kraftigt återhämtat sig från rävskabbens intåg under 1980- och 1990-talet. Ibland uppskattas dagens svenska rådjursbestånd till cirka 700 000 djur, medan andra uppgifter anger antalet till cirka 375 000. Antalet fluktuerar dock mycket beroende på hårda eller milda vintrar. Under en jaktsäsong skjuts mellan 119 000 (2007/2008) och 210 000 (1997/1998) svenska rådjur av jägare.

### Som skadedjur
Täta bestånd av rådjur orsakar problem i skogsbruk med betes- och fejningsskador på nysatta barrträdsplantor och ungträd, betes- och trampskador på vissa jordbruks- och trädgårdsgrödor samt förorsakar en stor mängd trafikolyckor. Rådjuret betraktas i dag i det närmaste som ett skadedjur i tätortsnära villaträdgårdar och kyrkogårdar.[källa behövs] Inga vetenskapligt prövade avskräckande medel annat än stängsel finns redovisade.

### Jakt
Huvudartikel: Småviltjakt

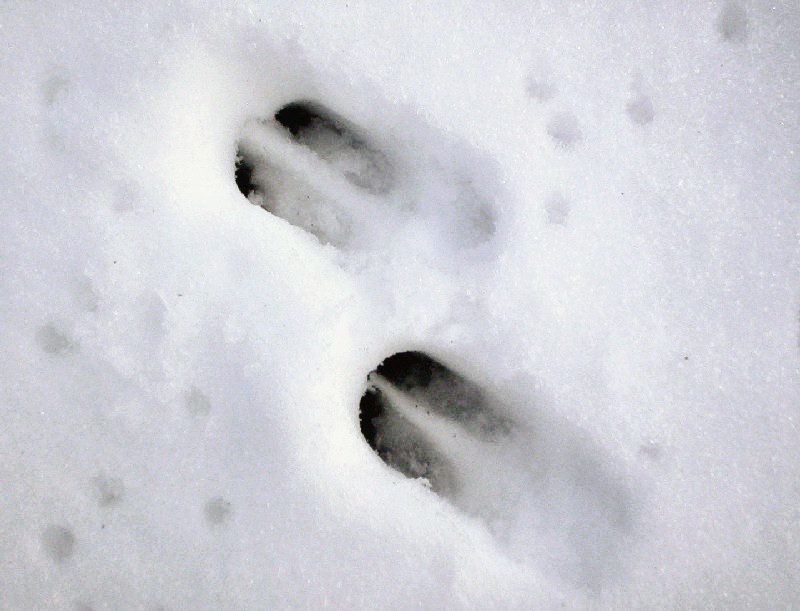
Spår av rådjur.

Rådjuret betraktas som ett värdefullt jaktvilt. Djuret jagas både för köttets och sportens skull. Enbart under 1984 sköts cirka 1,7 miljoner rådjur i Europa. Under det tidiga 2000-talet var siffran cirka 2,7 miljoner.
Tyskland har den största populationen och avskjutningen. År 2002 uppskattas Tyskland ha en population på omkring 3 miljoner djur och avskjutningen beräknades år 2005 uppgå till cirka 1 miljon djur. Andra länder i Europa som haft högre avskjutningssiffror under 2000-talet (över 100 000) är Frankrike (461 689 år 2002), Österrike (258 264 år 2006), Polen (147 000 år 2005), Sverige (129 700 år 2005), Tjeckien (120 995 år 2004), Storbritannien (103 025 år 2003) och Danmark (101 000 år 2005). Den rapporterade avskjutningen från europeiska Ryssland på 2 500 djur för år 2006 är en osäker siffra och kan vara betydligt mindre än den faktiska avskjutningen.
Vid jakt med hagelgevär finns risk för skadeskjutning eftersom hagelsvärmens spridning gör det möjligt att enstaka hagel träffar rådjuret utan att den dör vilket leder till livslångt lidande. I Danmark sköts ett antal rådjur med vanligt gevär och röntgenundersökning visade ifall de hade mindre blyhagel i kroppen. Av rådjuren påträffades 6% med hagel i kroppen från skadeskjutningar.

#### Jakt i Sverige
I Sverige bedrivs jakt på rådjur på i huvudsak tre olika sätt: med drivande eller stötande hund, som vakjakt eller som smygjakt/pyrschjakt. Rådjur jagas både med kulgevär och hagelgevär. Tillåtna kalibrar är för kulvapen klass 2 och hagelvapen kaliber 12, 16 och 20.
Vid hundjakt används framför allt kortbenta hundar, till exempel tax, drever eller beagle. Detta för att inte stressa djuret och få det att bukta (gå kvar) i ett relativt litet område. Jakten går till så att hunden driver rådjuret/rådjuren i allt från 5–10 minuter till dryga timmen medan en eller flera jägare står utplacerade och försöker fälla drevdjuret.
Vakjakt och smygjakt ger större chans till bra förvaltande av rådjursstammen då det går att göra ett noggrannare urval av vilka djur man skjuter. Lämpligt vapen är vid denna jaktform kulvapen eller kombivapen eftersom avståndet för hagel blir för långt.
Allmän jakttid är det från den 1 oktober till den sista januari i södra halvan av Sverige och fram till den sista december i norra halvan. Hornbärande rådjur får jagas från den 16 augusti till den 30 september, dock bara som vak-  eller smygjakt, och kid får jagas i södra Sverige från 1 september med samma villkor som för bockjakten. Förbudet mot att jaga rådjur med hagelvapen 16 augusti – sista september är borttaget, vilket innebär att man exempelvis får vaktjaga råbock med hagelgevär.
I östra delen av Sverige är det tillåtet att jaga hornbärande djur 1 maj till 15 juni. Detta på grund av kärnkraftsolyckan i Tjernobyl som medfört att cesiumhalten är hög i rådjur. Cesiumhalten ökar under sommarmånaderna då djuren betar i markytan, till exempel gräs, svamp etc, och är som högst under höst och tidig vinter. Cesiumhalten sjunker sedan när djuren betar från träd och buskar. Cesiumhalterna är som lägst under de tidiga vårmånaderna. Det är på grund av att halterna är låga under våren som jakten på hornbärande djur godkänns denna tid.
År 1993 sköts nästan 400 000 rådjur i Sverige. Nedgången i rådjursstammen ses tydligt i avskjutningssiffrorna, 1997 sköts det 210 000 djur och cirka 160 000 år 2001.

### Heraldik, i kulturen
Det första framställda vapnet för Åland var ett rådjur. Det kom dock aldrig till användning, utan ersattes med en kronhjort.
Bambi i Felix Saltens bok är ett rådjur. Eftersom rådjur inte förekommer i USA, bytte Disney ut rådjuret mot en vitsvanshjort i deras filminspelning.